# Nadège Bobillier-Chaumont
Pour les articles homonymes, voir Bobillier et Chaumont.
Nadège Bobillier-Chaumont (née le 22 janvier 1988 à Annecy en Haute-Savoie), est une patineuse artistique française qui a été double championne de France en 2005 et 2006.

## Biographie

### Enfance
Nadège commence le patinage à neuf ans. Elle est remarquée par un professeur, durant une sortie scolaire, qui l'encourage à prendre des cours.

### Carrière sportive
En 2004/2005, elle connaît son premier grand succès durant la saison 2004/2005. Nadège participe pour la première fois aux championnats de France Elites, organisé en décembre 2004 à Rennes. La championne nationale du moment, Candice Didier, ne participe pas à cette compétition et Nadège remporte le titre national contre toute attente, alors que tout le monde attendait Anne-Sophie Calvez. Néanmoins, la FFSG (Fédération française des sports de glace) décide d'envoyer Candice Didier aux championnats d'Europe à Turin en janvier 2005, ainsi qu'aux championnats du monde de mars 2005 à Moscou. Nadège va alors participer aux championnats du monde junior de mars 2005 à Kitchener au Canada, où elle termine à la 19e place.
En 2005/2006, Nadège fait ses débuts au niveau senior. Elle participe pour la première fois au Trophée Bompard en novembre et se classe 11e.Le mois suivant, aux championnats de France à Besançon, elle confirme son titre de championne de France pour la deuxième année consécutive . Elle prend part à ses premiers championnats d'Europe qui se déroulent en France à Lyon en janvier. Elle se classe  17e européenne mais  la fédération confie la seule place française pour les jeux olympiques d'hiver de 2006 à Turin à Candice Didier, qui à la suite d'une contre-performance, ferme la porte à toute participation d'une quelconque patineuse française aux jeux. Début mars 2006, Nadège va participer aux championnats du monde junior à Ljubljana. Elle se classe 20e. Fin mars 2006, elle doit aussi représenter la France aux championnats du monde sénior à Calgary. N'étant pas sélectionnée dans les vingt-quatre premières elle  ne pourra  présenter son programme libre.
En 2006/2007, Nadège se présente pour la deuxième fois au Trophée Bompard de novembre et se  place  9e de la compétition. En décembre 2006, pour les Championnats de France 2007 à Orléans, elle connait un bon début. Mais une mauvaise chute au cours de son programme libre provoque le déboitement d'une épaule . Malgré tout, Nadège  finit son programme, mais cet épisode a  pour conséquence une  5e place. Elle ne sera donc pas sélectionnée  pour les grandes compétitions internationales de la saison. À la fin de celle-ci, Nadège décide de quitter le patinage amateur pour se concentrer sur ses études d'ostéopathie.

## Palmarès
| Compétitions/ Années          | 2005    | 2006    | 2007    |  |  |  |  |  |  |  |  |  |  |  |
| Jeux olympiques d'hiver       |         |         |         |  |  |  |  |  |  |  |  |  |  |  |
| Championnats du monde         |         | 28e     |         |  |  |  |  |  |  |  |  |  |  |  |
| Championnats d'Europe         |         | 17e     |         |  |  |  |  |  |  |  |  |  |  |  |
| Championnats de France        | 1re     | 1re     | 5e      |  |  |  |  |  |  |  |  |  |  |  |
| Championnats du monde juniors | 19e     | 20e     |         |  |  |  |  |  |  |  |  |  |  |  |
|                               |         |         |         |  |  |  |  |  |  |  |  |  |  |  |
| Grand Prix ISU                | 2004/05 | 2005/06 | 2006/07 |  |  |  |  |  |  |  |  |  |  |  |
| Trophée de France             |         | 11e     | 9e      |  |  |  |  |  |  |  |  |  |  |  |